# Kariba
Kariba est une petite ville du nord du Zimbabwe, située dans une vallée encaissée, non loin du barrage et du lac artificiel de même nom.
La ville est renommée pour les brèmes que les pêcheurs sortent du lac.